# Jovian Hediger
Jovian Hediger (Reinach, 17 dicembre 1990) è un fondista svizzero.

## Biografia
Attivo in gare FIS dal dicembre del 2006, Hediger ha esordito in Coppa del Mondo il 13 dicembre 2009 a Davos (84º), ai Campionati mondiali a Val di Fiemme 2013, dove si è classificato 25º nella sprint, e ai Giochi olimpici invernali a Soči 2014, dove si è piazzato 47º nella sprint. Sempre nella sprint è stato 21º ai Mondiali di Falun 2015 e 11º a quelli di Lahti 2017, dove si è piazzato anche al 9º posto nella sprint a squadre; l'anno dopo ai XXIII Giochi olimpici invernali di Pyeongchang 2018 si è classificato 18º nella sprint, mentre ai Mondiali di Seefeld in Tirol 2019 è stato 35º nella sprint e 11º nella sprint a squadre. Il 7 febbraio 2021 ha conquistato a Ulricehamn in sprint a squadre il primo podio in Coppa del Mondo (2º) e ai successivi Mondiali di Oberstdorf 2021 si è classificato 12º nella sprint e 9º nella sprint a squadre; l'anno dopo ai XXIV Giochi olimpici invernali di Pechino 2022 si è piazzato 18º nella sprint e 8º nella sprint a squadre.

## Palmarès

### Coppa del Mondo
- Miglior piazzamento in classifica generale: 41º nel 2022
- 1 podio (a squadre):
  - 1 secondo posto